# Corral de Montperdut
El Corral Montperdut és un edifici de Vilajuïga (Alt Empordà) inclòs a l'Inventari del Patrimoni Arquitectònic de Catalunya.

## Descripció
És situat al nord del nucli urbà de la població de Vilajuïga, al vessant occidental del massís del Montperdut. S'hi accedeix per la carretera N-260, des d'on s'agafa un trencall situat entre els quilòmetres 23 i 24. Un cop passat el mas del mateix nom, és a uns 400 metres de distància al sud-est.
És un gran corral abandonat de planta rectangular, de dimensions excepcionalment grans per aquest tipus de construccions agrícoles. La part oriental de l'edifici es trobava coberta amb una llarga teulada a un vessant, avui desapareguda. La resta de l'edifici quedava descobert, a manera de lliça. El corral està distribuït en una sola planta, dividida per tres filades de murs disposats en paral·lel. Cada mur presenta amples arcades de mig punt, força simètriques, bastides amb lloses de pedra desbastades, damunt d'un basament de planta quadrada. Alguns arcs mantenen les empremtes d'encanyissat a l'intradós. En total són dues filades de quatre arcs i una de tres, situada a la part més occidental del recinte. Sota la part coberta hi ha un mur divisori al centre, perpendicular als de les arcades, amb dues obertures. A l'extrem nord-est del corral s'hi construí una estança rectangular força reduïda, actualment enrunada. Estava coberta amb volta de pedra morterada, de la que es conserven restes de l'arrencament. Probablement fou la cabana del pastor. Destaca també un mur. El sòl interior del corral és el mateix aflorament de granit de la zona. La porta d'accés, única obertura existent a l'exterior, està situada al mur sud. Es tracta d'una porta rectangular, modificada i força malmesa, en la que s'observen restes de l'arc possiblement rebaixat de pedra i maons originari.

## Història
El corral de Montperdut és una peça notable d'arquitectura popular que, dissortadament, es troba en un estat de ruïna progressiva. Els habitants del mas Montperdut, que fa més de trenta anys que hi són, tot primer com a masovers i ara propietaris, encara havien tancat bestiar al corral; ells són qui han enretirat i acabat de llevar les restes de la teulada.
L'edifici agrícola es remunta al segle xviii i alguns estudiosos han confós amb un monestir, com al gironí Joaquim Botet i Sisó qui, al volum de Girona, de la Geografia General de Catalunya que dirigia Francesc Carreras Candi, publicà, al capítol dedicat a Vilajuïga, una fotografia d'aquest edifici amb l'epígraf: "Monastir prop de Carmansó". Tanmateix, no en diu absolutament res en el text. El castell de Quermançó es troba a cosa d'un quilòmetre vers el sud-oest. Cal precisar que no es coneixen notícies sobre l'existència d'algun monestir o església en aquest indret. L'obra esmentada aparegué sense data; es publicà, pel que sembla, l'any 1911.
A uns 200 m hi ha unes restes que podrien correspondre a un edifici agrícola del segle xv.
Actualment, un camí de terra encara força transitable per a vehicles, passa a tocar el corral; fou fet o, almenys, arranjat per a repoblar de pins aquests paratges, repoblació que no ha reeixit i que només ha produït la destrucció de les antigues construccions de paret seca i altres elements d'interès arquitectònic i arqueològic de la zona.